# Exposición Universal de París (1867)
La Exposición Universal en París se inauguró oficialmente el 1 de abril de 1867 y se clausuró el 31 de octubre. El emperador Napoleón III fue quien decretó la construcción de este proyecto para demostrar la grandeza del Segundo Imperio francés. Para este efecto se nombró una comisión, cuyo presidente fue el príncipe Jerome Napoleón Bonaparte II, quien dirigió los trabajos preliminares.

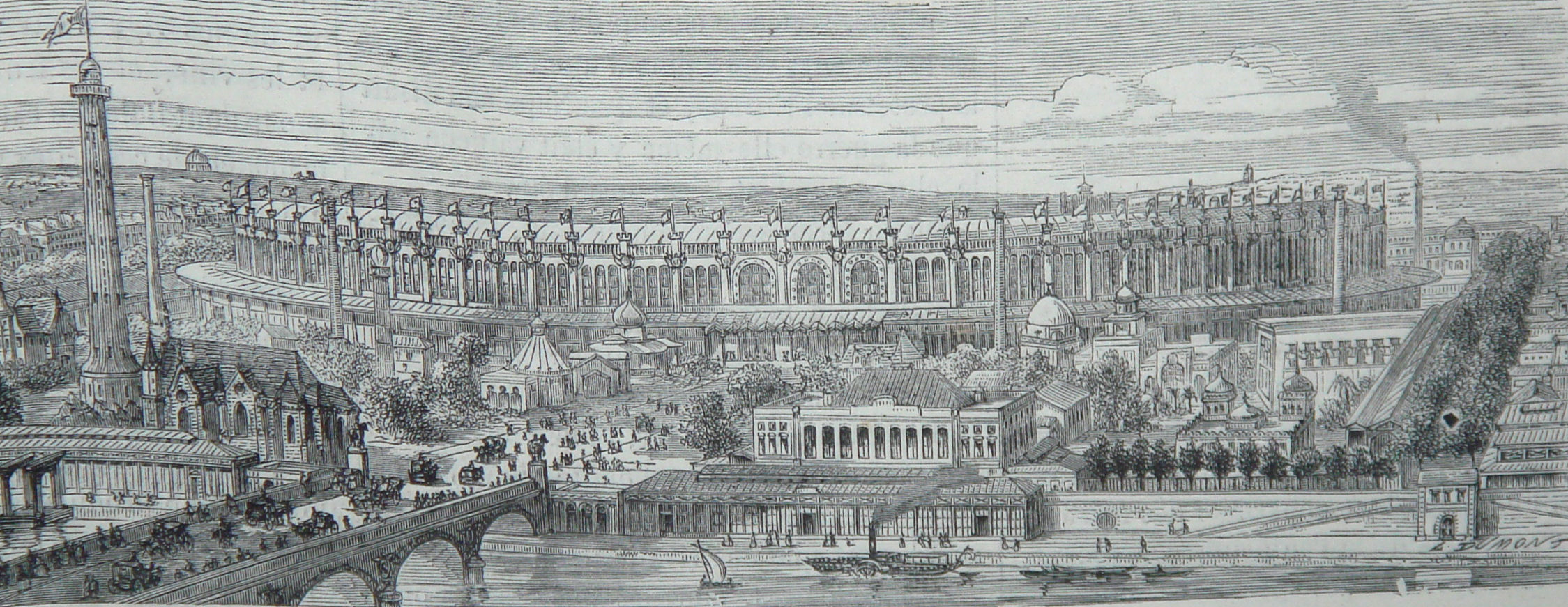
La exposición universal de París 1867. Grabado.

## Origen de la Exposición

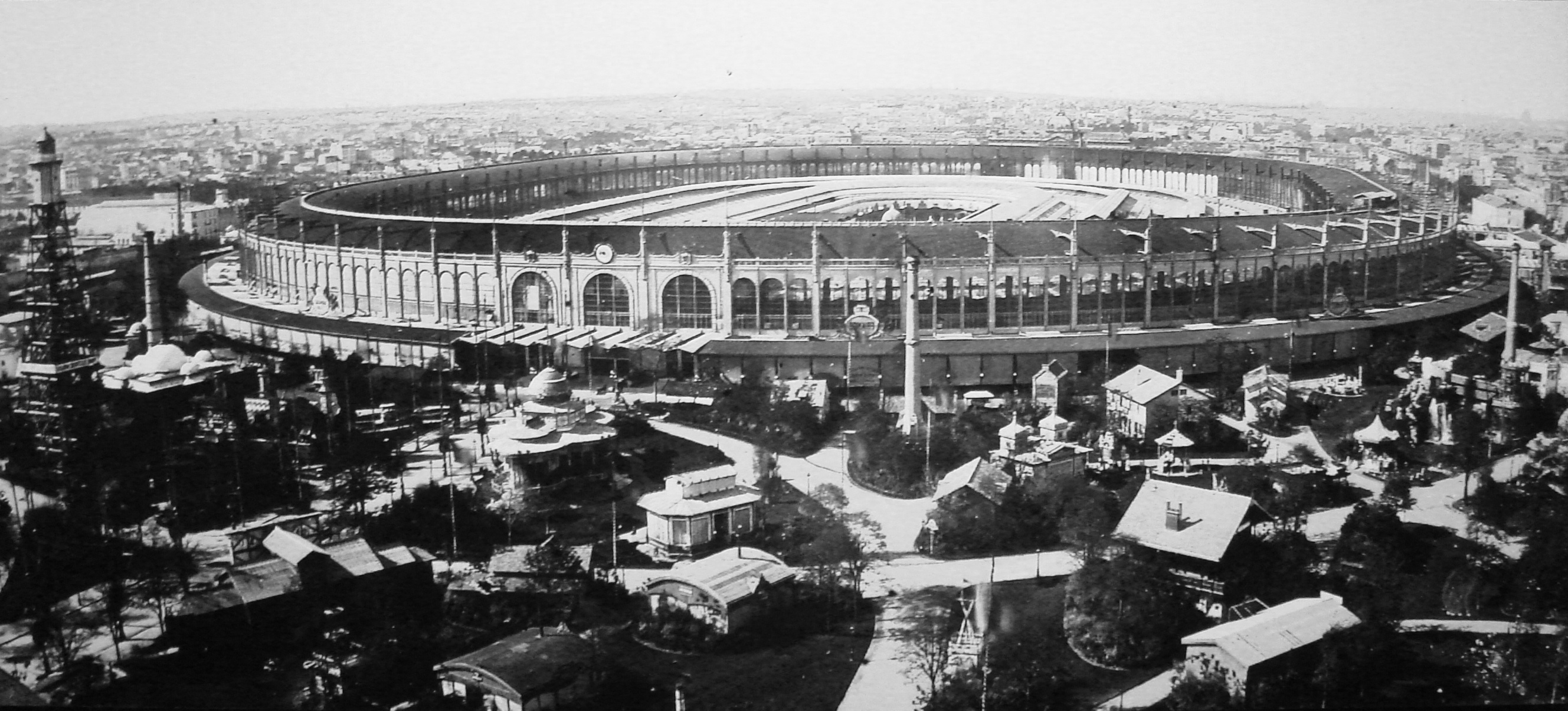
Fotografía con una Vista exterior.

La sede elegida por el gobierno francés para que se erigiese el edificio de la exposición fueron los Campos de Marte, el gran escenario de los desfiles militares de la ciudad, que abarcaba 48 ha y al cual se añadió la isla de Billancourt de 21 hectáreas. El tema principal fue el progreso y la paz, a pesar de que la feria estuviese irónicamente situada frente al edificio de la École Militaire.
A partir de 1865, el ingeniero Jean-Baptise Krantz junto con el arquitecto Leopold Hardy dirigieron la construcción de un gigantesco edificio ovalado para que albergase la exposición. Las dimensiones de dicho emplazamiento fueron de 490 metros (m) de largo por 390 m de ancho, cubriendo un área total de 150.000 m². El edificio estaba diseñado con doce galerías concéntricas que giraban alrededor de un jardín dispuesto en el centro de 166 m de largo por 56 m de ancho. La cubierta fue realizada con láminas de acero corrugado y soportada por una estructura que consistía de 176 columnas de hierro. Además de este había casi 100 edificios más pequeños.
Los fondos para la construcción y mantenimiento de la exposición consistieron en subvenciones de 1.165.020$ del gobierno francés, una cantidad similar de la ciudad y alrededor de 2.000.000$ de donaciones públicas, lo que daba un total de 5.883.400$. Los recibos ascendían a 2.822.900$ lo cual dejaba un déficit que, sin embargo, fue cubierto por las aportaciones del gobierno y la ciudad de París, por lo que el informe final salió positivo.

## Exposición

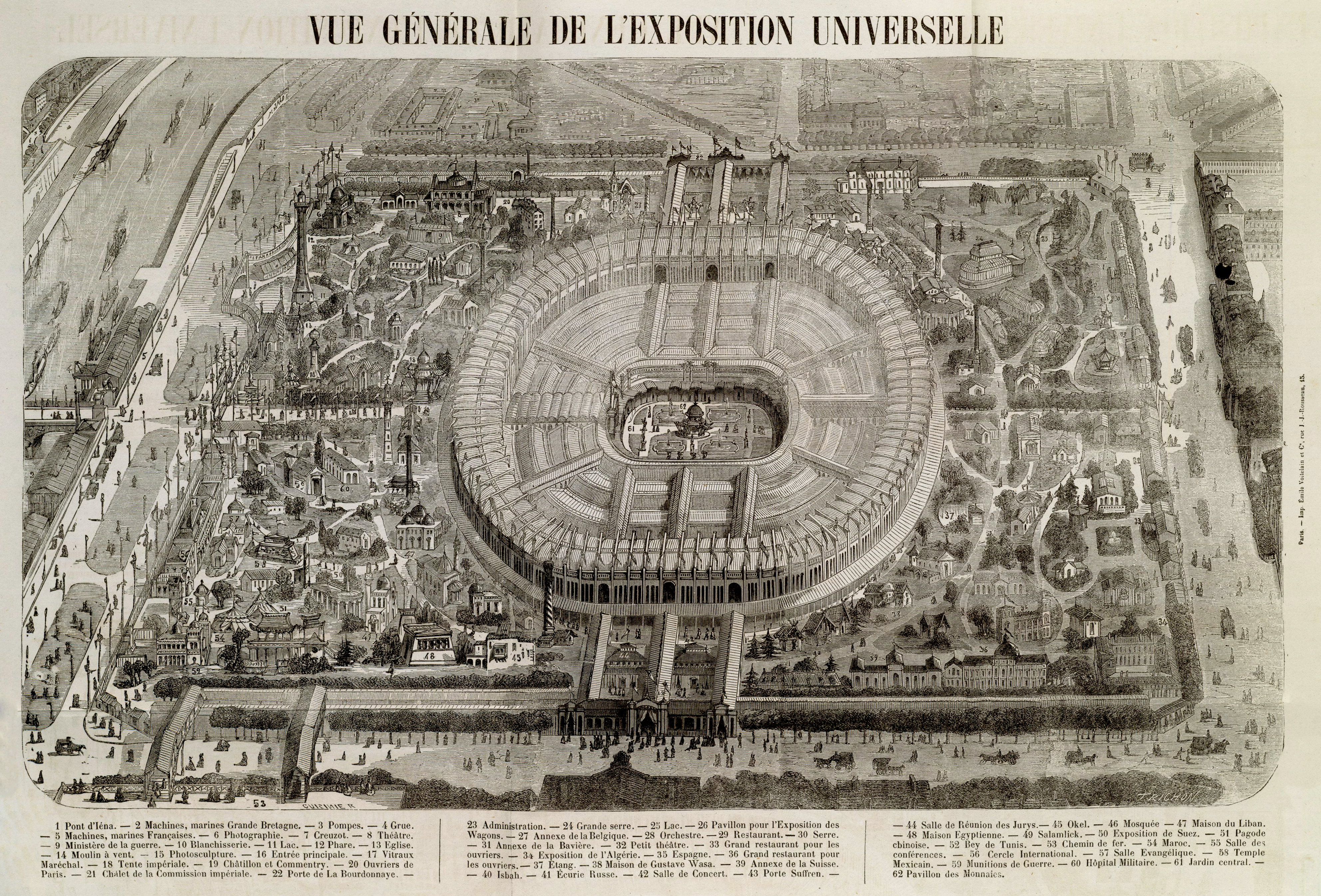
Disposición de los exteriores.

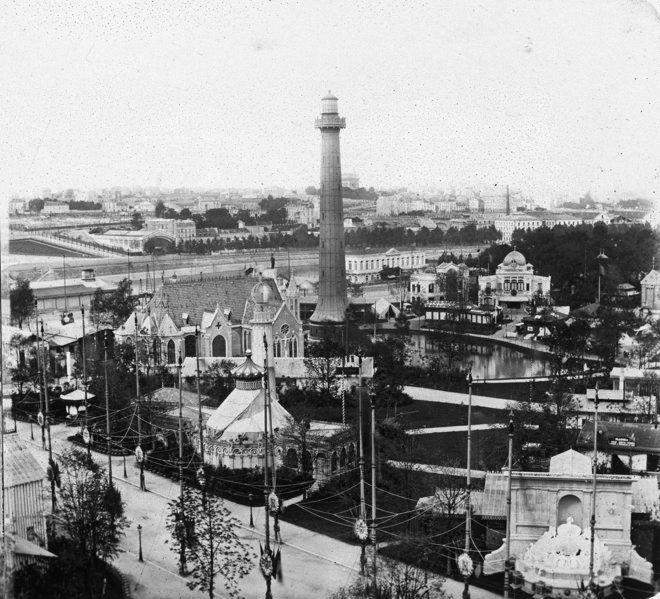
Pabellones externos.

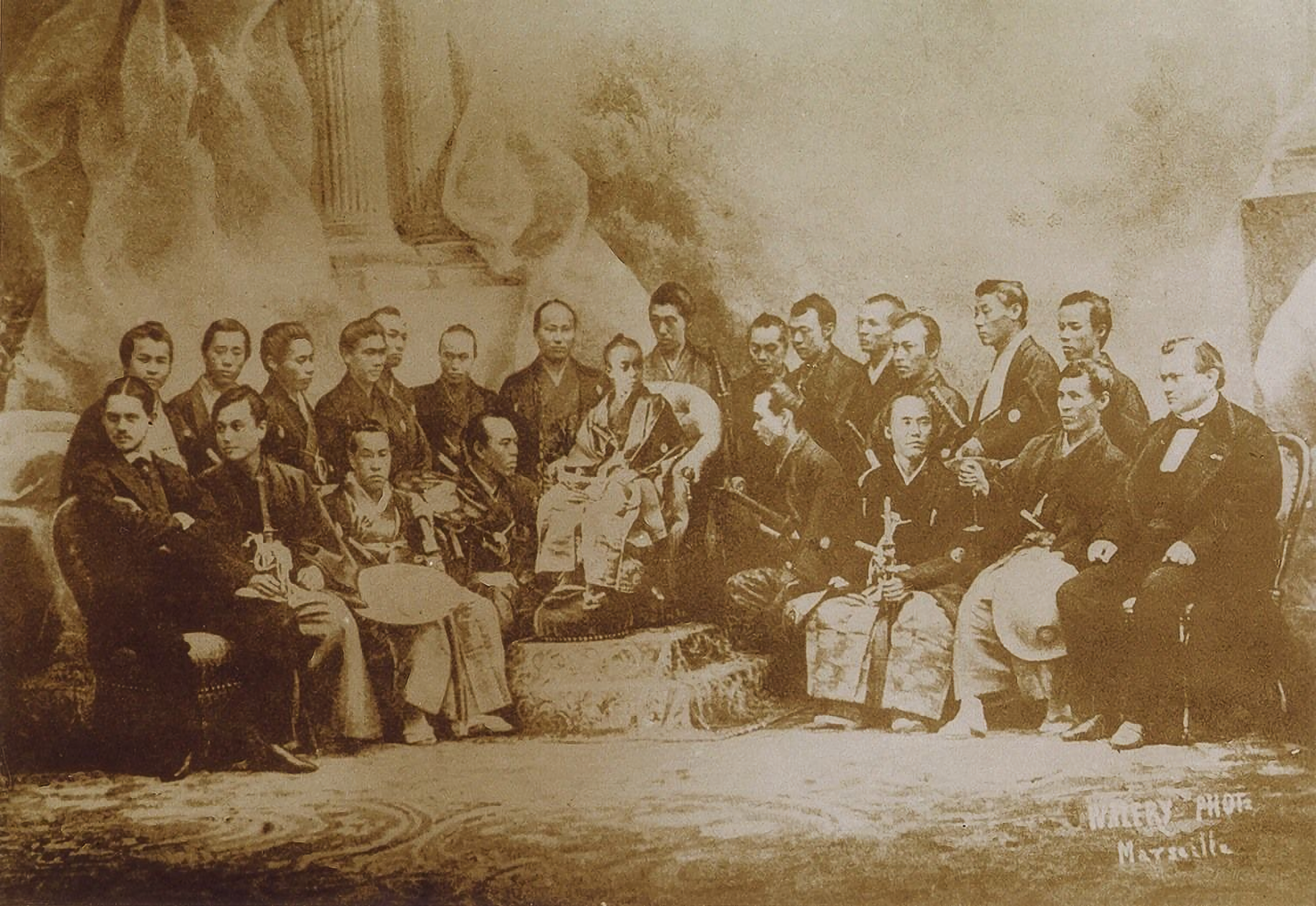
La delegación japonesa.

Hubo 50 226 expositores, de los cuales 15 055 procedían de Francia y sus colonias, 6176 de Gran Bretaña e Irlanda, 703 de los Estados Unidos y un pequeño contingente de Canadá.
Durante los siete meses de duración, la exposición tuvo 9 238 967 visitantes, incluidos expositores y empleados. Fue la más grandiosa exposición internacional habida hasta ese momento, tanto con respecto a su magnitud como al propósito del proyecto.
Formando parte del paisaje de la exposición estaban representadas: Notre-Dame, las esbeltas cúpulas de Los Inválidos y del Panteón y las agujas de la basílica de Santa Clotilde. Las dos torretas de la electricidad y el globo del fotógrafo Nadar suponían una muestra del avance técnico. 
El 21 de octubre, en homenaje a la exposición, se llevó a cabo un reestreno del famoso ballet Le Corsaire, puesto en escena por el maestro de Ballet Joseph Mazilier en el Théâtre de l'Académie Royale de Musique.
Durante el mes de julio se celebró el campeonato mundial de remo en el Sena, resultando ganador el oprimido equipo canadiense de Saint John (Nuevo Brunswick) , que fue rápidamente investido por la prensa como la tripulación de París.